# Disney Adventures
Disney Adventures est un magazine produit par la Walt Disney Company destiné à l’éducation et aux loisirs des enfants publié au rythme de 10 numéros par an aux États-Unis et en Australie. Il fut aussi publié au Mexique et a été lancé en octobre 2006 en Inde.

## Histoire

### Les débuts du magazine
Le magazine a été lancé en 1990 par Disney Publishing Worldwide avec un large assortiment de rubriques dont des articles éducatifs, des informations sur les loisirs, des commentaires de lecteurs et des jeux de réflexions. Parmi ces rubriques on peut citer : 
- Card Shark - un guide des cartes d'échanges
- D.A. Buzz - un guide des modes populaires
- Joe Rocket - un personnage scientifique de fiction répondant aux questions des lecteurs
- Ticket - un guide de la télévision-cinéma-livres-musique
- Weird Yet True - des informations sur des choses de la nature étonnants mais réelles.

Durant ces premières années, les bandes dessinées étaient surtout basées sur des personnages Disney tel que La Bande à Picsou, Tic et Tac, les rangers du risque, Super Baloo, Myster Mask, La Bande à Dingo, Bonkers ou les séries adaptées des films.

### Le milieu des années 1990
À partir du milieu des années 1990, le contenu du magazine évolue avec des œuvres d'artistes non-Disney telles que celles de Sergio Aragonés, Evan Dorkin, Matt Groening, William Van Horn et Jeff Smith. On peut aussi noter la participation d'autres grands noms des comics comme Marv Wolfman et Heidi MacDonald.
Une rubrique sportive nommée ESPN Action est apparue à la fin des années 1990 (après le rachat en 1996 d'ESPN par Disney).

### Disney Adventuresaujourd'hui
Depuis le début des années 2000, Disney Adventure a élargi ses publications pour inclure un magazine entièrement consacré aux comics. Parmi les comics présents régulièrement dans les deux magazines, on peut citer :
- Tall Tales'
- The Hair Pair
- Jet Pack Pets
- Kid Gravity
- Gorilla Gorilla
- Little Gloomy
- Dizzy Adventures
- Pirates of the Caribbean
- Society of Horrors

Les auteurs de ces comics sont Garry Black, Art Baltazar, Eric Jones, Matt Feazell (en), Landry Walker (en). De plus la plupart de ces œuvres ont été publiées depuis 2006 sous la forme de nouvelle graphique par Disney Publishing. Les éditeurs actuels sont Steve Behling et Jesse Post.

## Publications internationales
Disney Adventures est aussi publié en dehors des États-Unis : 
- depuis le milieu des années 1990, il est distribué en Australie, Nouvelle-Zélande et les îles du Pacifique à proximité.
- de 1994 à 1996, le magazine a été publié au Mexique
- en 2006 Disney a lancé la publication en Inde

## Volumes Collector
Disney Press a émis récemment quatre volumes collector des comics parus dans Disney Adventures, dont deux sont des créations originales pour le magazine. Chaque livre fait environ 96 pages
- Comic Zone Volume 1: Lilo and Stitch
- Comic Zone Volume 2: Gorilla
- Comic Zone Volume 3: Tall Tales
- Comic Zone Volume 4: Kid Gravity